# Prut Pruts Private Kreye
Prut Pruts Private Kreye is een Nederlandse gagstrip over de kraai Prut Pruts, een privédetective, gemaakt door het stripmakersduo Prutswerk (Gerrit de Jager en Wim Stevenhagen). Nadat het duo Prutswerk uiteen was gevallen, heeft Wim Stevenhagen de strip nog korte tijd voortgezet.

## Publicatie
De strip verscheen voor het eerst in 1976 in de Amsterdamse Hugo de Groot buurtkrant. Vanaf 1977 verscheen de strip in het stripblad De Vrije Balloen. Enkele verhalen zijn in twee albums uitgegeven door uitgeverij Espee:
| Nummer | Titel               | Uitgavejaar | Uitgeverij |
| ------ | ------------------- | ----------- | ---------- |
| 1      | De mooiste momenten | 1982        | Espee      |
| 2      | Oproerkreyers       | 1984        | Espee      |